# Reasin Beall

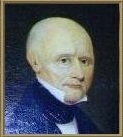
Reasin Beall

Reasin Beall (* 3. Dezember 1769 im Montgomery County, Province of Maryland; † 20. Februar 1843 in Wooster, Ohio) war ein US-amerikanischer Politiker. In den Jahren 1813 und 1814 vertrat er den Bundesstaat Ohio im US-Repräsentantenhaus.

## Werdegang
Reasin Beall wurde in Maryland geboren und wuchs im Washington County in Pennsylvania auf. Er erhielt nur eine eingeschränkte Schulausbildung. Anfang der 1790er Jahre nahm er als Soldat der US Army an einigen Indianerfeldzügen teil. Um das Jahr 1801 zog er nach Steubenville im späteren Ohio. 1803 zog er nach New Lisbon im Columbiana County. Dort wurde er Oberst der Staatsmiliz. Außerdem war er beim dortigen Bezirksgericht angestellt. Während des Britisch-Amerikanischen Krieges war er Brigadegeneral der Staatsmiliz. Politisch gehörte er der Demokratisch-Republikanischen Partei an.
Bei den Kongresswahlen des Jahres 1812 wurde eigentlich John S. Edwards im damals neu eingerichteten sechsten Wahlbezirk von Ohio in den Kongress gewählt. Dieser starb aber noch vor dem Beginn der Legislaturperiode am 4. März 1813. Bei der fälligen Nachwahl wurde Beall als dessen Nachfolger in das US-Repräsentantenhaus in Washington, D.C. gewählt, wo er am 20. April 1813 sein neues Mandat antrat. Er übte es bis zu seinem Rücktritt am 7. Juni 1814 aus. Diese Zeit war noch vom Britisch-Amerikanischen Krieg geprägt.
Zwischen 1814 und 1824 arbeitete Reasin Beall für die Katasterbehörde in Canton und Wooster. Später schloss er sich der in den 1830er Jahren gegründeten Whig Party an. Im Februar 1840 war er Delegierter auf deren Parteitag und im Herbst dieses Jahres war er einer der Wahlmänner, die William Henry Harrison offiziell zum US-Präsidenten wählten. Er starb am 20. Februar 1843 in Wooster, wo er auch beigesetzt wurde.